# Alejandro Moral Antón
Alejandro Moral Antón (La Vid y Barrios, 1º giugno 1955) è un religioso e presbitero spagnolo, priore generale dell'Ordine di Sant'Agostino dal 2013.

## Biografia
Alejandro Moral Antón è entrato nel noviziato della provincia agostiniana spagnola nel 1972 ed ha professato i voti religiosi il 12 settembre 1973. Dopo gli studi a La Vid e a Madrid ha continuato la sua preparazione accademica presso il Collegio Internazionale Santa Monica a Roma ed ha emesso la professione solenne nel settembre 1980. È stato ordinato sacerdote il 20 giugno 1981.
Ha servito la provincia spagnola del suo Ordine, con sede a Madrid, in vari periodi come bibliotecario, amministratore e consigliere provinciale. Nel 1995 è stato eletto priore provinciale e ha ricoperto tale incarico fino alla sua elezione a vicario generale dell'Ordine nel 2001. Dal 2004 al 2013 è stato procuratore generale dell'Ordine.
Nel capitolo generale ordinario del 2013 è stato eletto priore generale dell'Ordine agostiniano, con sede a Roma, per un mandato iniziale di sei anni, succedendo a Robert Francis Prevost (futuro papa Leone XIV eletto l'8 maggio 2025), di cui fu vicario ed amico personale; è stato rieletto nel 2019 per un secondo mandato. Ha commentato l'elezione del suo compagno agostiniano con emozione e felicità.